# Bill Hayden
William George Hayden, mais conhecido como Bill Hayden (Brisbane, 23 de janeiro de 1933 – 21 de outubro de 2023), foi um político australiano. Foi o vigésimo primeiro Governador-geral da Austrália. Ele foi líder do Partido Trabalhista e líder da oposição de 1977 a 1983, e atuou como ministro para Relações Exteriores e Comércio de 1983 a 1988 sob Bob Hawke e como Tesoureiro da Austrália em 1975 sob Gough Whitlam.

## Vida
Hayden nasceu em Brisbane, Queensland. Ele freqüentou a Brisbane State High School e depois se juntou à Polícia de Queensland, trabalhando como policial por oito anos enquanto estudava economia em meio período na Universidade de Queensland. Hayden foi eleito para a Câmara dos Representantes na eleição federal de 1961, aos 28 anos. Quando Gough Whitlam liderou o Partido Trabalhista à vitória em 1972, ele foi Ministro da Segurança Social. Ele substituiu Jim Cairns como tesoureiro em 1975, mas serviu por apenas cinco meses antes que o governo fosse demitido.
No início de 1977, Hayden desafiou Whitlam pela liderança do partido e foi derrotado por apenas dois votos. Ele derrotou Lionel Bowen para suceder Whitlam como líder da oposição no final do ano, após a derrota do Partido Trabalhista na eleição de 1977. Hayden liderou o partido nas eleições de 1980, registrando uma mudança substancial, mas ficando muito aquém da vitória. Ele foi substituído por Bob Hawke apenas algumas semanas antes da eleição de 1983, após meses de especulação. Hayden serviu como Ministro dos Negócios Estrangeiros e Comércio de 1983 a 1988, depois deixou o parlamento para assumir o cargo de governador-geral. Ele ocupou essa posição por sete anos, com apenas Alexander Hore-Ruthven servindo por mais tempo.
Hayden morreu em 21 de outubro de 2023, aos noventa anos.